# إيلينا روجر
ايلينا روجر (بالإسبانية: Elena Roger)‏ (و. 1974 – م) هي ممثلة، ومغنية من الأرجنتين . ولدت في بوينس آيرس .

## جوائز
حصلت على جوائز منها:
- جائزة لورنس أوليفيه.

## روابط خارجية
- إيلينا روجر على موقع IMDb (الإنجليزية)
- إيلينا روجر على موقع ميوزك برينز (الإنجليزية)
- إيلينا روجر على موقع أول موفي (الإنجليزية)
- إيلينا روجر على موقع قاعدة بيانات برودواي على الإنترنت (الإنجليزية)
- إيلينا روجر على موقع أول ميوزيك (الإنجليزية)
- إيلينا روجر على موقع ديسكوغز (الإنجليزية)
- إيلينا روجر على موقع قاعدة بيانات الفيلم (الإنجليزية)